# Litopterna
Die Litopterna (Gr.: litós = schlicht, glatt; ptérna = Ferse) sind eine ausgestorbene Säugetiergruppe, die während des Känozoikums in Südamerika gelebt hat und deren letzte Vertreter erst am Ende des Pleistozäns oder im Mittleren Holozän ausgestorben sind.
Sie werden zu den Südamerikanischen Huftieren (Meridiungulata) gerechnet, einer Säugetiergruppe, deren Vertreter im geographisch isolierten Südamerika während des Känozoikums eine große Vielfalt erreicht und eine starke adaptive Radiation durchgemacht haben.

## Merkmale
Die Litopterna sind im Allgemeinen durch eine Verlängerung der Gliedmaßen und eine Reduktion der Zehenanzahl charakterisiert, was dazu führte, dass manche Vertreter äußerlich stark an Kamele oder Pferde erinnerten und vermutlich auch ähnliche ökologische Nischen besetzten. Die Zähne waren relativ einfach und zeigten im Gegensatz zu anderen Südamerikanischen Huftieren keine große Spezialisierung. Die Litopterna ernährten sich vermutlich von verschiedenen Pflanzen.

## Entwicklungsgeschichte
Die Litopterna sind erstmals im Paläozän belegt, aus dem Eozän gibt es einzelne Funde vom antarktischen Kontinent, der damals noch mit Südamerika verbunden war und ein wärmeres Klima aufwies als heute. Die meisten Vertreter starben allerdings mit der Entstehung des Isthmus von Panama am Ende des Pliozäns aus, da sie von den überlegenen Kamelen, Pferden und Hirschen, die aus Nordamerika einwanderten, verdrängt wurden. Möglicherweise waren sie auch den neu eingewanderten Raubtieren, zu denen Hunde und Katzen gehörten, nicht gewachsen. Nur zwei Gattungen der Litopterna, nämlich Windhausenia und Macrauchenia erwiesen sich als anpassungsfähig genug und überlebten bis zum Ende des Pleistozäns in Südamerika. Für Xenorhinotherium liegen die jüngsten Daten bei 3500 Jahren vor heute und damit im Mittleren Holozän.

## Systematik

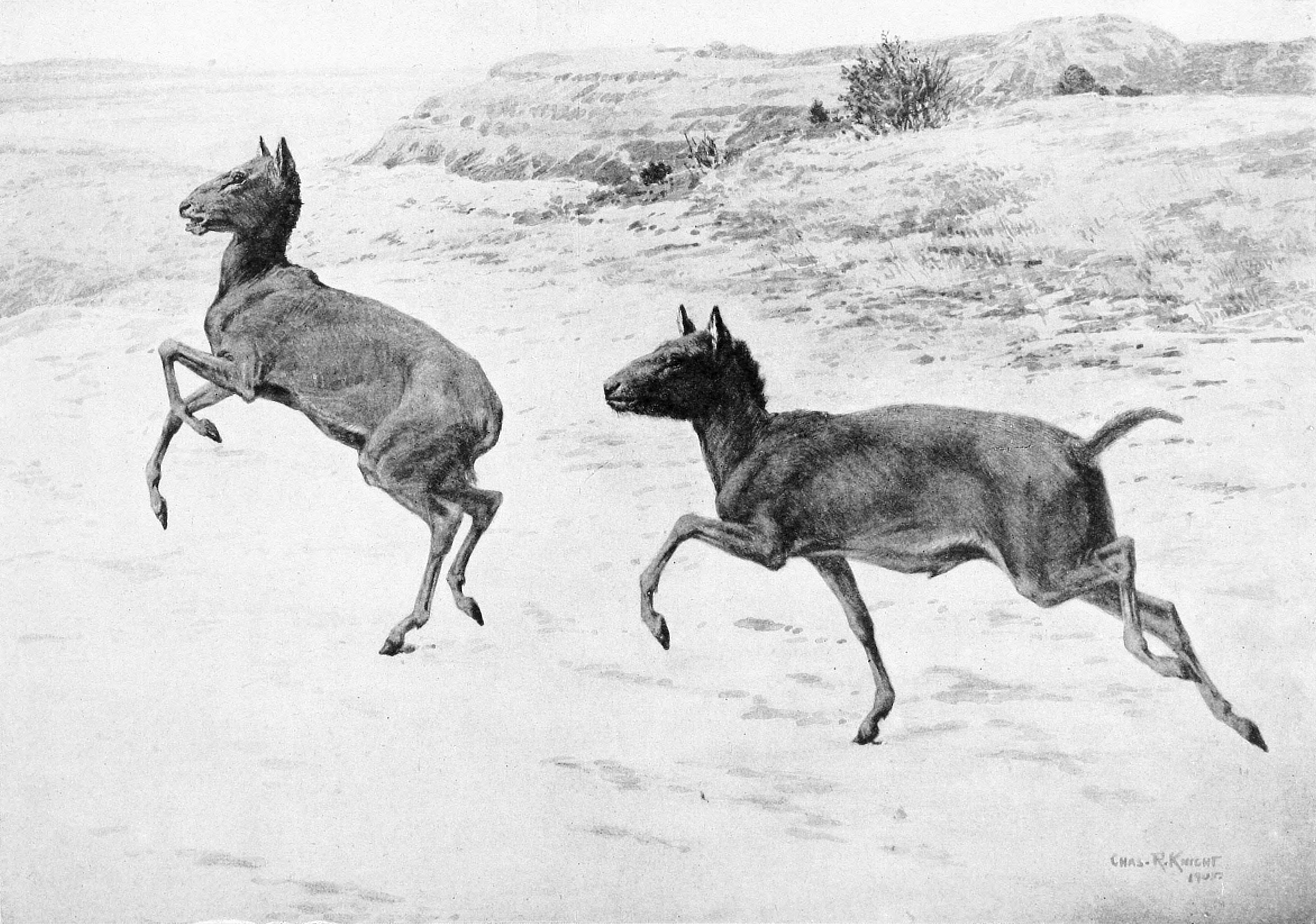
Thoatherium

Die Litopterna lassen sich in zwei Überfamilien mit gut einem Dutzend Familien aufteilen. Bedeutend sind unter anderem die Protolipternidae und die Notonychopidae, die beide im oberen Paläozän verbreitet waren. Letztere enthält mit Requisia aus der Salamanca-Formation in Patagonien, welche auf ein Alter von 64,7 bis 63,5 Millionen Jahren datiert, einen der frühesten Nachweise der Litopterna überhaupt. Wesentlich bekannter und formenreicher waren die Proterotheriidae (Gr.: próteros = vorderer; theríon = Säugetier) und die Macraucheniidae (Gr.: macros = lang; auchenas = Nacken). Beide Linien traten vom oberen Paläozän bis ins obere Pleistozän auf. Die Proterotheriidae zeigten eine besonders starke Reduktion der Zehenanzahl und damit eine Ähnlichkeit zu den Pferden. Bekannte Vertreter sind Diadiaphorus, dessen Füße nur mehr mit einem Huf den Boden berührten und dessen Seitenzehen verkümmert waren und Thoatherium, dessen Beine genau wie die der heutigen Pferde nur mehr in einem einzigen Huf endeten. Die Macraucheniidae dagegen werden aufgrund ihres langen Halses, der verlängerten Gliedmaßen und der breiten Füßen oft als kamelähnlich beschrieben. Abweichend zu diesen endeten ihre Füße aber in drei Zehen. Der bekannteste Vertreter dieser Gruppe ist Macrauchenia, der möglicherweise einen kurzen Rüssel hatte und bis zum Ende des Pleistozäns überlebte.
Die Innere Systematik nach McKenna & Bell:
- Ordnung Litopterna Ameghino, 1889

- Megamys d’Orbigny & Laurillard, 1837

- Familie Protolipternidae Cifelli, 1983

- Protolipterna Cifelli, 1983
- Miguelsoria Cifelli, 1983
- Asmithwoodwardia Ameghino, 1901

- Familie Notonychopidae Soria, 1989

- Requisia Bonaparte & Morales, 1997
- Notonychops Soria, 1989

- Familie Sparnotheriodontidae Soria, 1980

- Notiolofos Bond, Reguero, Vizcaíno, Marenssi & Ortiz Jaureguizar, 2009
- Victorlemoinea Ameghino, 1901
- Phoradiadius Simpson, Minoprio & Patterson, 1962
- Sparnotheriodon Soria, 1980

- Familie Indaleciidae Bond & Vucetich, 1983

- Indalecia Bond & Vucetich, 1983
- Adiantoides Simpson & Minoprio, 1949

- Überfamilie Macrauchenioidea Gervais, 1855

- Familie Macraucheniidae Gervais, 1855

- Llullataruca McGrath, Anaya & Croft, 2018

- Unterfamilie Polymorphinae Simpson, 1945

- Polymorphis Roth, 1899

- Unterfamilie Cramaucheniinae Ameghino, 1902

- Pternoconius Cifelli & Soria, 1983
- Caliphrium Ameghino, 1895
- Cramauchenia Ameghino, 1902
- Theosodon Ameghino, 1887
- Phoenixauchenia Ameghino, 1904

- Unterfamilie Macraucheniinae Gervais, 1855

- Paranauchenia Ameghino, 1904
- Oxydontherium Ameghino, 1883
- Scalabrinitherium Ameghino, 1883
- Cullinia Cabrera & Kraglievich, 1931
- Micrauchenia Püschel, Alarcón-Muñoz, Soto-Acuña, Ugalde, Shelley & Brusatte, 2023
- Huayqueriana Kraglievich, 1934 (Syn. Macrauchenidia Cabrera, 1939)
- Promacrauchenia Ameghino, 1904
- Windhausenia Kraglievich, 1930
- Macrauchenia Owen, 1838
- Xenorhinotherium Cartelle & Lessa, 1988

- Familie Adianthidae Ameghino, 1891

- Proectocion Ameghino, 1904

- Unterfamilie Adianthinae Ameghino, 1891

- Proadiantus Ameghino, 1897
- Thadanius Cifelli & Soria, 1983
- Tricoelodus Ameghino, 1897
- Proheptaconus Bordas, 1936
- Adianthus Ameghino, 1891

- Überfamilie Proterotherioidea Cifelli, 1983

- Familie Proterotheriidae Ameghino, 1887

- Pseudobrachytherium Corona, Badín, Perea, Ubilla & Schmidt, 2020

- Unterfamilie Anisolambdinae Cifelli, 1983

- Paranisolambda Cifelli, 1983
- Promylophis Shockey, White, Anaya & McGrath, 2023
- Lambdaconops Soria, 2001
- Guilielmofloweria Ameghino, 1901
- Eolicaphrium Ameghino, 1902
- Anisolambda Ameghino, 1901
- Wainka Simpson, 1935
- Xesmodon Berg, 1899
- Protheosodon Ameghino, 1897

- Unterfamilie Megadolodinae Cifelli & Villarroel, 1997

- Megadolodus McKenna, 1956
- Bounodus Carlini, Gelfo & Sanchez, 2006

- Unterfamilie Proterotheriinae Ameghino, 1885

- Eoauchenia Ameghino, 1887
- Deuterotherium Ameghino, 1895
- Olisanophus McGrath, Anaya & Croft, 2020
- Prolicaphrium Ameghino, 1902
- Picturotherium Kramarz & Bond, 2005
- Lambdaconus Ameghino, 1897 (syn. Eoproterotherium Ameghino, 1904 Prothoatherium Ameghino, 1902)
- Paramacrauchenia Bordas, 1939
- Anisolophus Burmeister, 1885 (Syn. Licaphrium Ameghino, 1887)
- Tetramerorhinus Ameghino, 1897
- Brachytherium Ameghino, 1883 (syn. Lophogonodon Ameghino, 1904)
- Villarroelia Cifelli & Guerrero, 1997
- Uruguayodon Corona, Perea & Ubilla, 2019
- Diadiaphorus Ameghino, 1887
- Thoatheriopsis Soria, 2001
- Thoatherium Ameghino, 1887
- Neobrachytherium Soria, 2001
- Epitherium Ameghino, 1883
- Epecuenia Cabrera, 1939
- Diplasiotherium Rovereto, 1914
- Proterotherium Ameghino, 1883
- Neolicaphrium Frenguelli, 1921